# イアサント・リゴー
イアサント・リゴー （フランス語: Hyacinthe Rigaud, カタルーニャ語: Hiacint Riagau, Rigau, Jacint Rigau-Ros i Serraとも。1659年7月20日 – 1743年12月29日）は、フランスの画家。ジャン＝フランソワ・ド・トロワ、ニコラ・ド・ラルジリエールと共に十八世紀初頭のフランスの三大肖像画家として位置づけられている。

## 生涯
ペルピニャンで、カタルーニャ人ヤシント・リガウ（全名 カタルーニャ語: Híacint Francesc Honrat Mathias Pere Martyr Andreu Joan Rigau）として誕生した 。彼が生まれてすぐ後の1659年11月7日にピレネー条約でペルピニャンがフランス王国領となったため、国籍上はフランス臣民となった。
1671年からモンペリエの画家、アントワーヌ・ランク(Antoine Ranc:　c.1634–1716)に学んだ後、リヨンに移り4年間修業し、オランダやイタリアの絵画を研究し、1681年にパリに移り、1682年に、ローマ賞を受賞した。ローマ留学の奨学金の権利を得たがシャルル・ルブランの助言で留学をすることは無かった。
リゴーはルイ14世時代の最も重要な肖像画家となった。印象的なポーズのための素質と、王家の後援者、大使たち、貴族、財務官などの顧客の好みを正確に呈示できる才能を持っていた。
リゴーの作品は、絵の主人公の衣装と背景の細部にいたるまで非常に正確に似せており、同時代の服飾の流行を細微に渡って記録したとみなされている。リゴーの最も有名な作品は、1701年に描かれたルイ14世像（現在ルーヴル美術館蔵）で、現在ヴェルサイユ宮殿にあるルイ14世像も同様である 。
1709年、彼は故郷ペルピニャンの貴族となった。1727年にはサン・ミシェル騎士団の団員となっている。

## ギャラリー

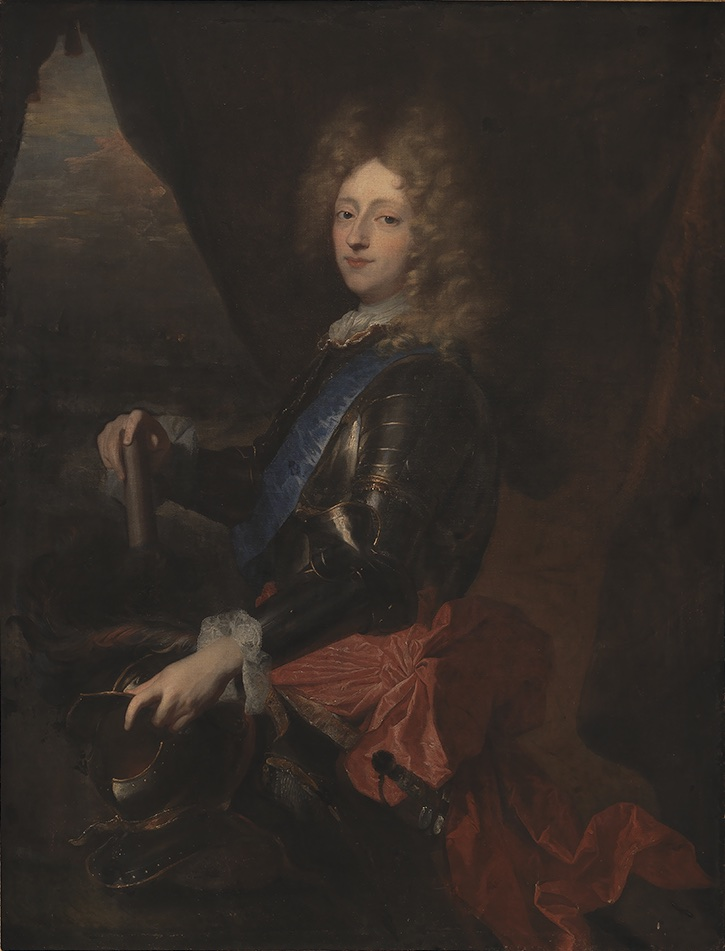
『フレデリク4世の肖像』（1693）コペンハーゲン美術館
『ルイ14世の肖像』（1701）ルーヴル美術館
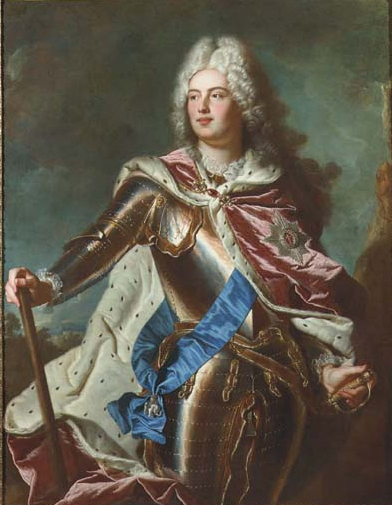
『アウグスト3世の肖像』（1715）私蔵
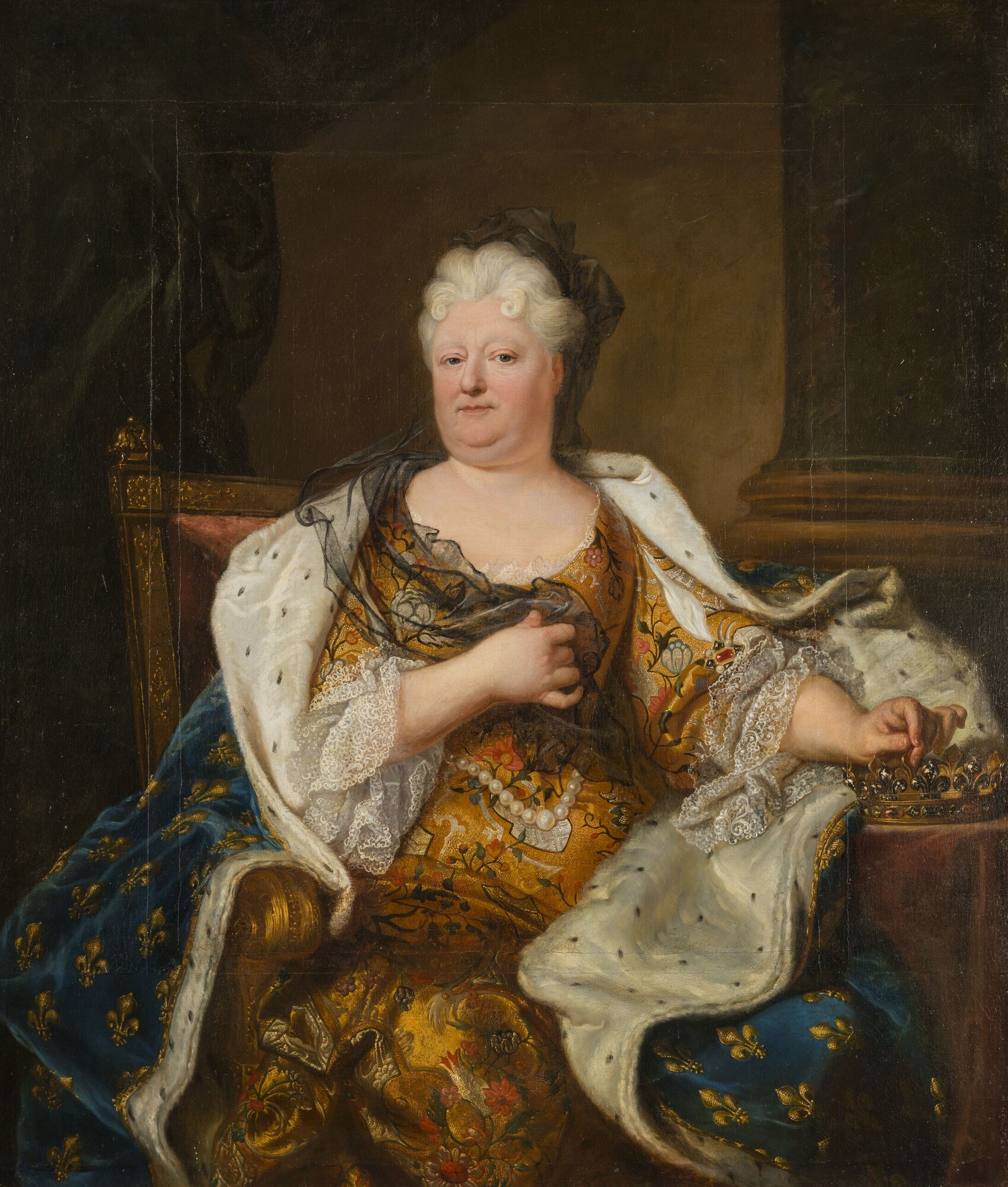
『エリザベート・シャルロット』（1713）ヴェルサイユ宮殿
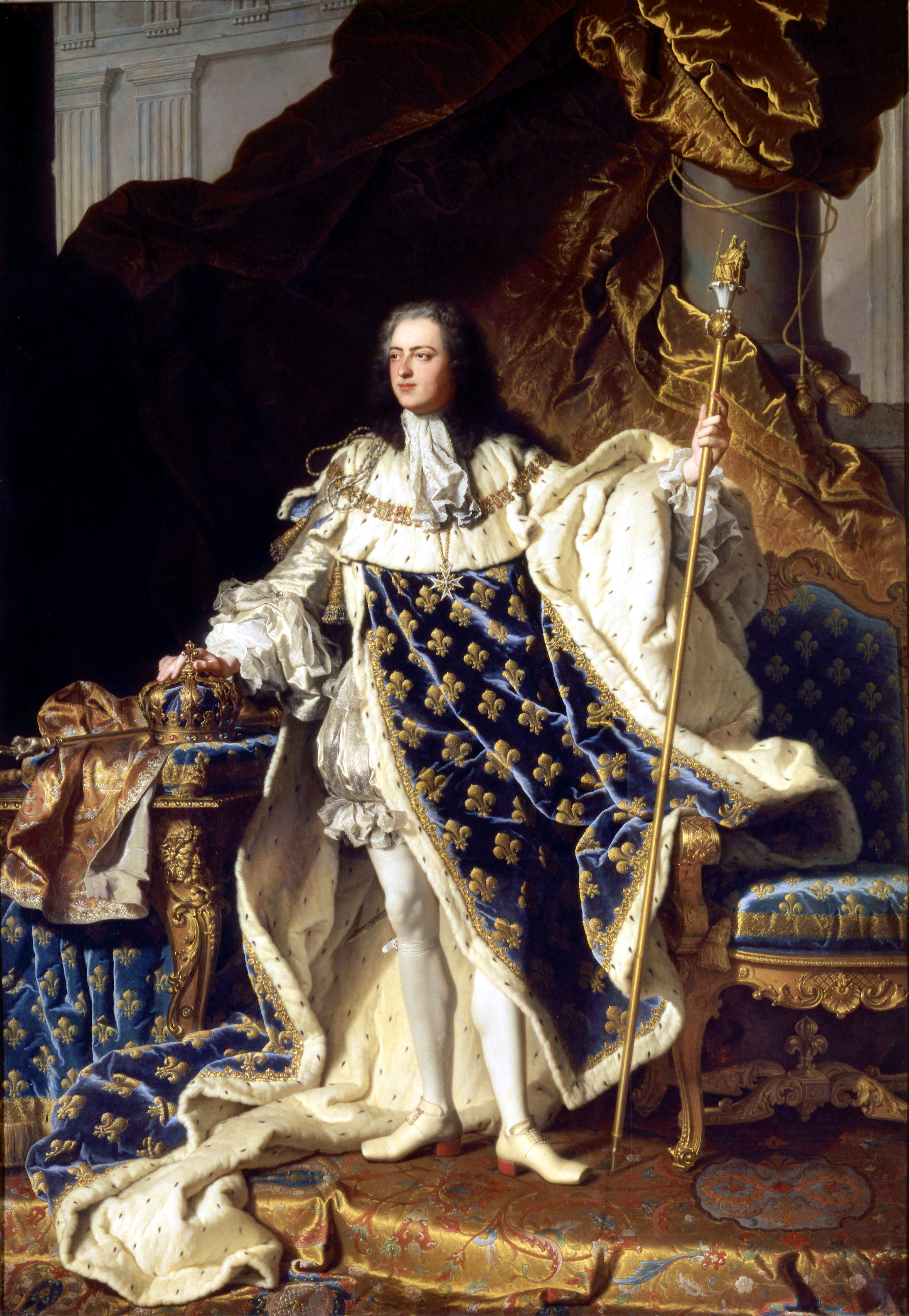
『ルイ15世の肖像』（1730）ヴェルサイユ宮殿
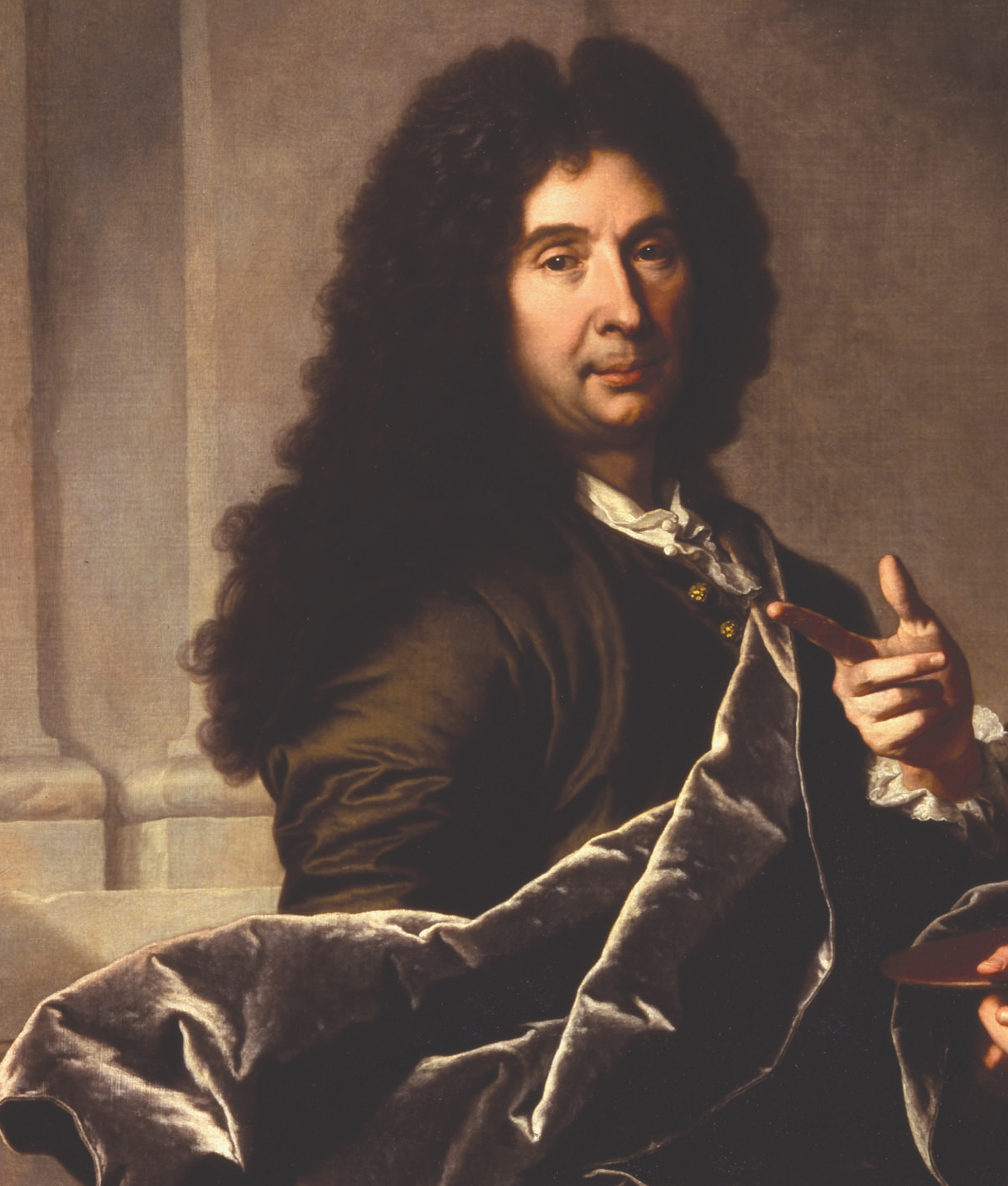
『シャルル・ルブランの肖像』（1730）ルーヴル美術館

## 参照
1. ↑  Catalogne Nord.com. “Catalan Art & The Artists -- Painting”. 2007年6月15日閲覧。
2. ↑  “Hyacinthe Rigaud”.   Oxford Reference. 2024年12月29日閲覧。
3. ↑  Catalogne Nord.com. “Catalan Art & Artitst - Painting”. 2007年6月15日閲覧。
4. ↑  http://www.chateauversailles.fr/en/un_chef_d_oeuvre_35.php
5. ↑  中野京子『中野京子と読み解く 名画の謎 対決篇』文藝春秋、2016年、110頁。ISBN 978-4-16-390308-8。